# Старая Вичуга
Ста́рая Ви́чуга — посёлок городского типа в Вичугском районе Ивановской области России. С 2005 года образует Старовичугское городское поселение.

## География
Расположен в 6 км от железнодорожной станции Вичуга (на линии Иваново — Кинешма), примерно в 60 км к северо — востоку от Иваново. Посёлок находится в живописной местности на берегах реки Вичужанка, впадающей в реку Сунжу — правый приток Волги.
Старая Вичуга связана пригородным и междугородним автобусным сообщением с населёнными пунктами района
и городами Иваново, Кинешма, Юрьевец, Москва и Шуя. Примерно в 3-х км от посёлка проходит автотрасса Р71 Кинешма — Ковров.

## Описание границ

Красным цветом выделено Старовичугское городское поселение на карте Вичугского района

Граница Старовичугского городского поселения начинается в точке впадения ручья Ярчиха в р. Вичужанка, идёт по руслу реки Вичужанка на северо-запад по границе застройки Старой Вичуги и уходит на север до д. Волково, идёт по южной границе д. Волково, уходит на восток, пересекает автодорогу Старая Вичуга — Вехтево, идёт по границам полей СХТ «Восток», пересекает автодорогу Старая Вичуга-Кинешма, проходит по южной границе коллективного садоводческого хозяйства и западным землям ЛПХ Перова В. В., СПК «Потехино», по южной границе СПК «Потехино» поворачивает на юго-восток, пересекает автодорогу Ковров-Шуя-Кинешма, идёт параллельно автодороге на юг и поворачивает на запад, вновь пересекая автодорогу Ковров-Кинешма до ручья Ярчиха, затем идёт по ручью и возвращается в начало отсчёта.

## История

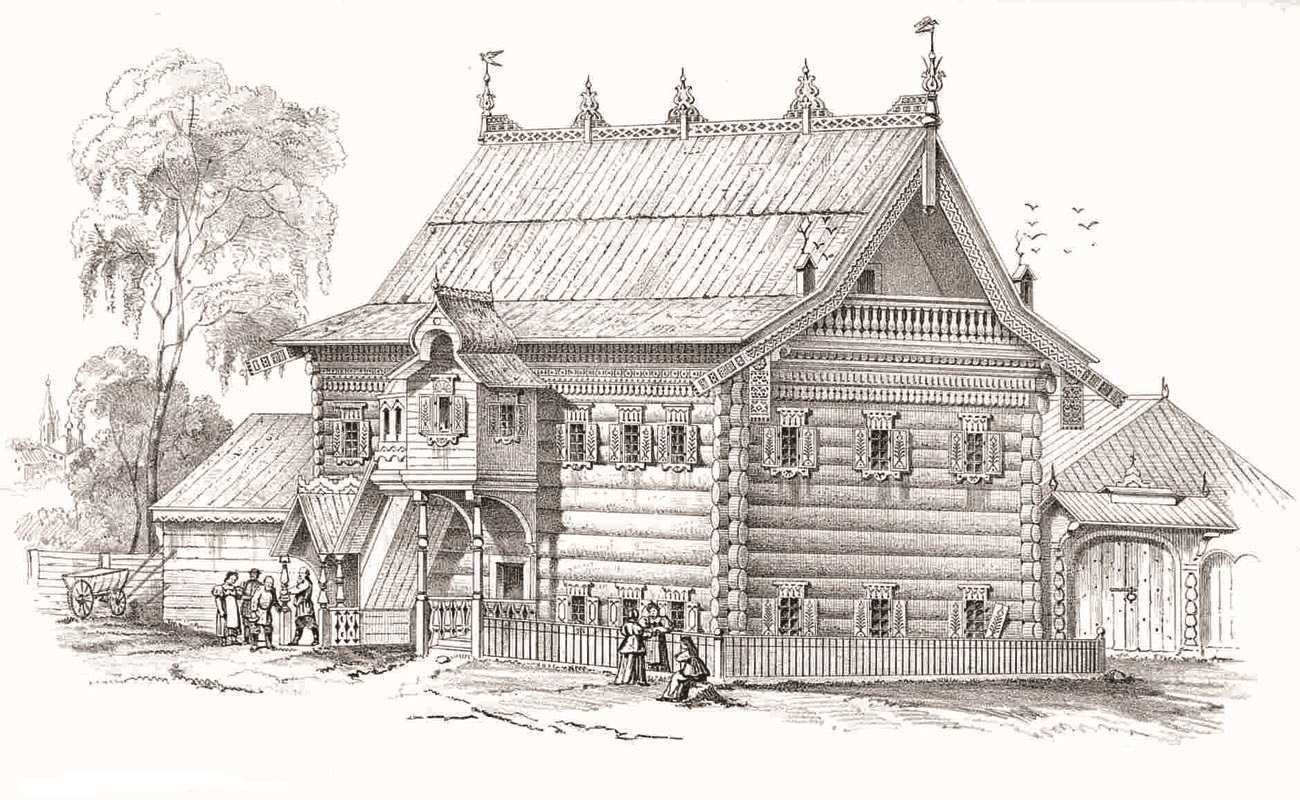
Изба в селе Вичуге Кинешемского уезда. Н. Г. Чернецов, 1838

Изначально — село Вичуга, одно из старейших поселений Ивановской области. В письменных источниках впервые упоминается в 1482 году, когда Вичуга, Кинешма и Лух были пожалованы князю Федору Ивановичу Бельскому великим Московским князем Иваном III по случаю его брака с племянницей Ивана III, княжной Рязанской Анной Васильевной. По другим источникам Вичугская волость была жалована Бельским в 1493 году.
Вновь село Вичуга, как административный центр Вичугской волости, упоминается в завещательной грамоте того же Ивана III в 1504 году: «Князь Федор и его дети служат сыну моему Василью, а ту свою вотчину держат по тому, как было при мне, а отъедет князь Федор или его дети от моего сына Василья к моим меньшим детям или к кому нибуди, и та его вотчина сыну моему Василью». Именно эту дату взяли в качестве «официальной» и в 2004 году торжественно отметили 500-летие, в честь этого события на въезде в поселок установили памятный знак.
В ходе Опричнины вотчина опальных князей Бельских была конфискована и перешла в разряд «государевых». Впоследствии село было жаловано роду Татищевых.
Можно предположить, что первым из рода Татищевых, владевших волостью, был Игнатий Петрович Татищев воевода и опричник Ивана IV, от него по наследству она досталась сперва сыну — Юрию Игнатьевичу, потом внуку — Михаилу Юрьевичу, а затем перешло к правнуку — Даниилу (Данило) Михайловичу Татищеву (1660 — до 1736). Практика передачи опричникам конфискованных у знати земель имела место. Косвенно данное предположение подтверждается документально, в частности в прошении от имени Серея Павловича и Дмитрия Павловича Татищевых, датированном 1794 годом указано, что селом Вичуга владел Данила Татищев, а в последствии имение перешло его сыновьям.
Однако есть и другие сведения. В своем очерке «Вичуга», опубликованном в «Отечественных записках» за 1824 года (№ 18) А. Козловский, ссылаясь на «писцовые книги» Ивана Желябужского за 1676 год указывает, что село принадлежало Гурью Ергольскому и Василью Шушерину.
В РГАДА были также обнаружены документы об истории Вичуги. В частности в челобитной на имя царя 1703 года говорится о Вичуге как вотчине Тихона Никитича Стрешнева, князя Долгорукова Василия Лукича и Ивана Федоровича Горенкина. При этом в грамоте от 1714 года говорится только об одном владельце — Стрешневе. В более поздних документах в составе вотчины В. Л. Долгорукова упоминаются лишь деревни Большое Ясенево, Киндяково, Прислонихи, так что скорее всего крестьяне Долгорукова были просто прихожанами вичугских храмов.

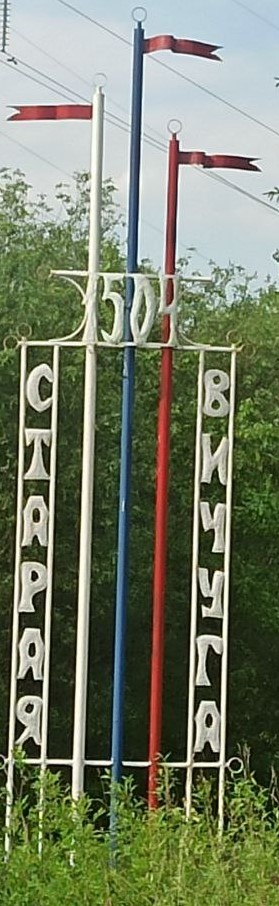
Памятный знак установленный в год празднования 500 — летия поселка (2004 год)

Во времена Петра I владельцем села был Даниил Михайлович Татищев. Он, исправлявший с 1711 года должность Суздальского коменданта, был близко знаком и участвовал в судьбе опальной царицы — Евдокии Лопухиной, насильно подстриженной в монахини и сосланной в Суздальский монастырь. В 1718 году ему было предъявлено обвинение: «в бытность ландрихтером в Суздале слышал о пострижении царицы Евдокии Фёдоровны и приходил к ней на поклон в Покровский девичий монастырь, видел её в мирском платье, приваживал ей письма и посылки и сам к ней съестные и прочие припасы приносил».
Вместе с Д. М. Татищевым была осуждена, и в том числе приговорена к телесным наказаниям, и его жена.
После этого вотчина перешла сподвижнику Петра I — В. Д. Кормчину, который изначально владел с. Хреново, затем в 1716 году (после многолетней судебной тяжбы) получивший д. Морозово, а после опалы Даниила Татищева еще и соседнюю Вичугу. Василий Дмитриевич не имел наследников и в 1729 году, сразу после его смерти, указом от 1 (12) сентября 1729 года все его владения, включая Вичугу, были конфискованы. Но в 1742 году возвращены вдове.
В 1744 году, после прихода к власти Елизаветы Петровны, Сергей Данилович Татищев добивается возвращения села, конфискованного у отца. И в конце XVIII оно переходит сначала в общее владение братьев Сергея и Дмитрия Татищевых, а потом и в единоличную собственность камергера и генерал-лейтенанта придворного гвардейского Измайловского полка — Сергея Павловича Татищева.
Ряд источников указывают на графский титул С. П. Татищева. Скорее всего подобные сведения ошибочны, так как в перечне Дворянских родов первое упоминание о «пожаловании в графское достоинство» представителя этого рода относится лишь к 1801 году.
Именно при Сергее Павловиче село достигает наивысшего расцвета. В 1801 году архитектором Гауденцио Маричелли строится большая каменная Николаевская церковь с престолом во имя Живоначальной Троицы. Вероятно с этого момента православный праздник Троицы считается «годовым» или «престольным» праздником села. Данная традиция сохраняется и по ныне, в этот праздник проводится «День поселка». К сожалению храм не сохранился, он был полностью уничтожен в 1955 году. Возле храма располагалась большая торговая площадь замощенная природным камнем. Позднее на ней, в непосредственной близости от храма, возводятся каменные торговые ряды, складские помещения, свечная лавка и т. д. Часть данных построек сохранилась, ныне в них располагается поселковая пекарня и магазины. В селе так же были постоялые дворы, трактиры, кабаки. В народе сохранилось название «Кабацкая гора» (ныне это спуск к реке Вичужанка по ул. Школьная). Взимались таможенные пошлины и, как бы мы сейчас сказали, акцизные сборы с продажи алкоголя.
Жемчужиной села стала усадьба включающая в себя дворец и парк. Точная дата постройки неизвестна, но в письменных источниках в 1824 году помещичий дом упоминается как «каменный, замком недавно построенный».
В 1872 году дочь Сергея Павловича Татищева — Мария Сергеевна Эйхлер вынуждена продавать данную усадьбу за долги. С молотка ее приобретает местный купец и богатый фабрикант Иван Александрович Миндовский (1836—1912). Последний владелец усадьбы и села Вичуги. По мнению некоторых исследователей история продажи усадьбы легла в основу пьесы А. П. Чехова «Вишневый сад».
В XIX веке соседние населённые пункты были объединены возле железнодорожной станции в городе Новая Вичуга, впоследствии получившем название Вичуга, после чего старое поселение стало называться Старая Вичуга.
Статус посёлка городского типа у Старой Вичуги — с 1938 года.

## Население
| 1872  | 1897  | 1939  | 1959  | 1970  | 1979  | 1989  | 2002  | 2009  |
| ----- | ----- | ----- | ----- | ----- | ----- | ----- | ----- | ----- |
| 492   | ↗1094 | ↗3978 | ↗5801 | ↗6094 | ↘5890 | ↗6137 | ↘5797 | ↘5515 |
| 2010  | 2012  | 2013  | 2014  | 2015  | 2016  | 2017  | 2018  | 2019  |
| ↘5325 | ↘5232 | ↘5176 | ↘5127 | ↘5042 | ↘4924 | ↘4811 | ↘4729 | ↘4691 |
| 2020  | 2021  |       |       |       |       |       |       |       |
| ↘4647 | ↘4568 |       |       |       |       |       |       |       |

## Экономика
Основные предприятия населённого пункта: прядильно-ткацкая фабрика ГК «Галтекс», Старовичугский хлебокомбинат.

## Достопримечательности
- Сохранился дворцовый ансамбль С. П. Татищева (XVIII век): главный дом, флигель, парк, пруд с искусственным островом;
- Храм Сергия Радонежского (1828);
- частично сохранилось старинное мощение «Кабацкой горы» и Торговые помещения Николаевской церкви
- сохранилась часть экспонатов из Музея при прядильно-ткацкой фабрике.

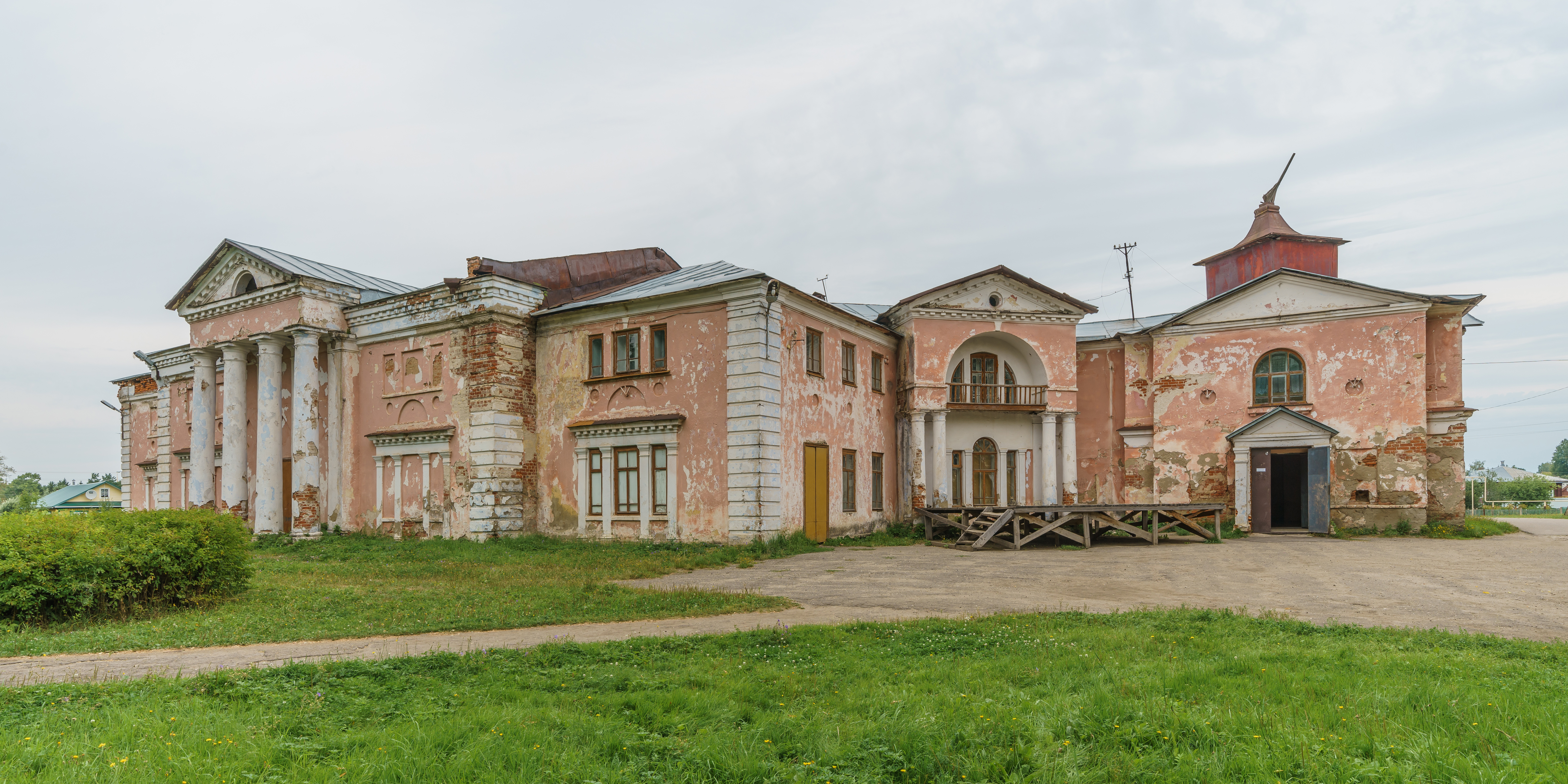
Общий вид усадьбы Татищева
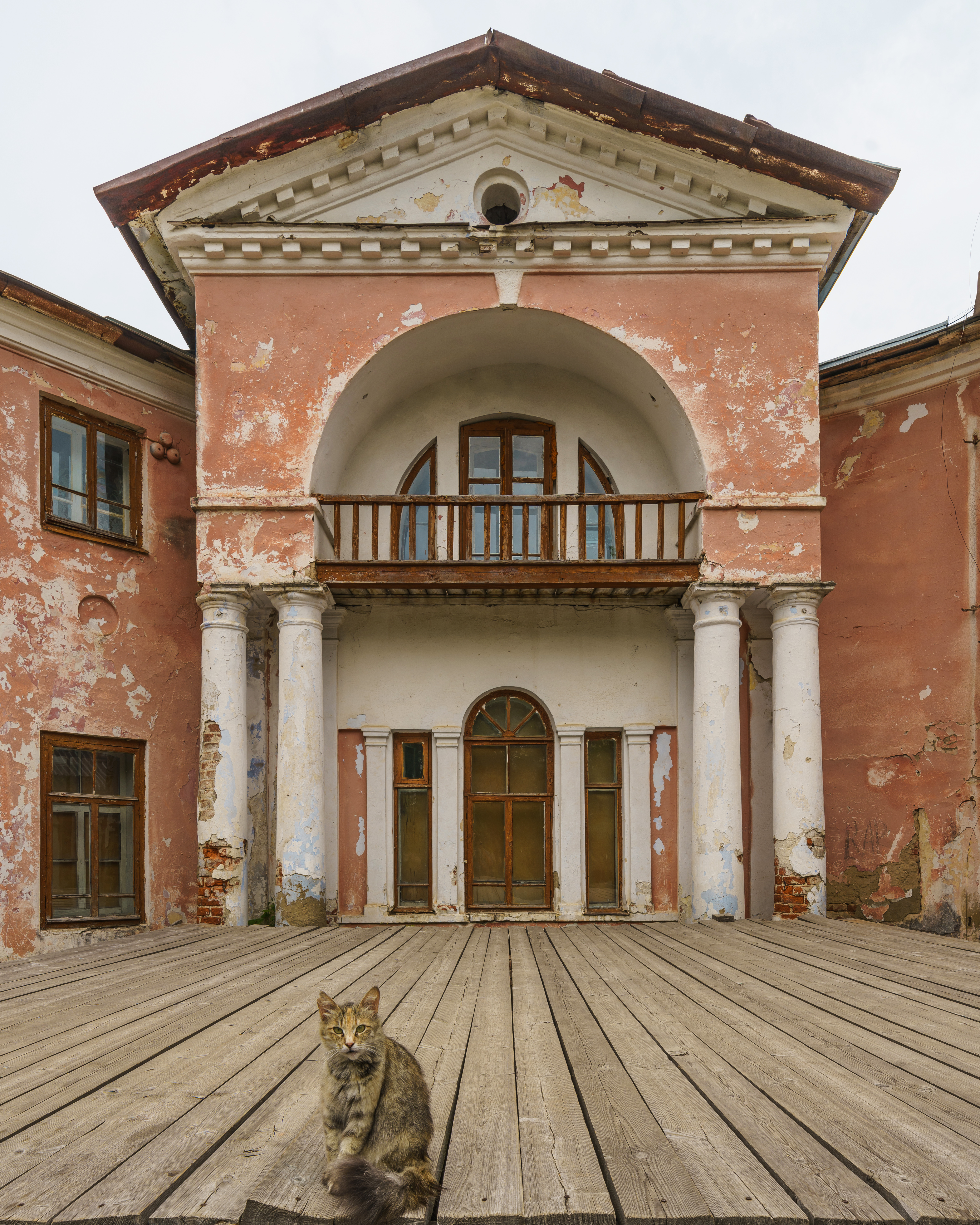
Надстроенный второй этаж над переходом соединяющим флигель с главным домом
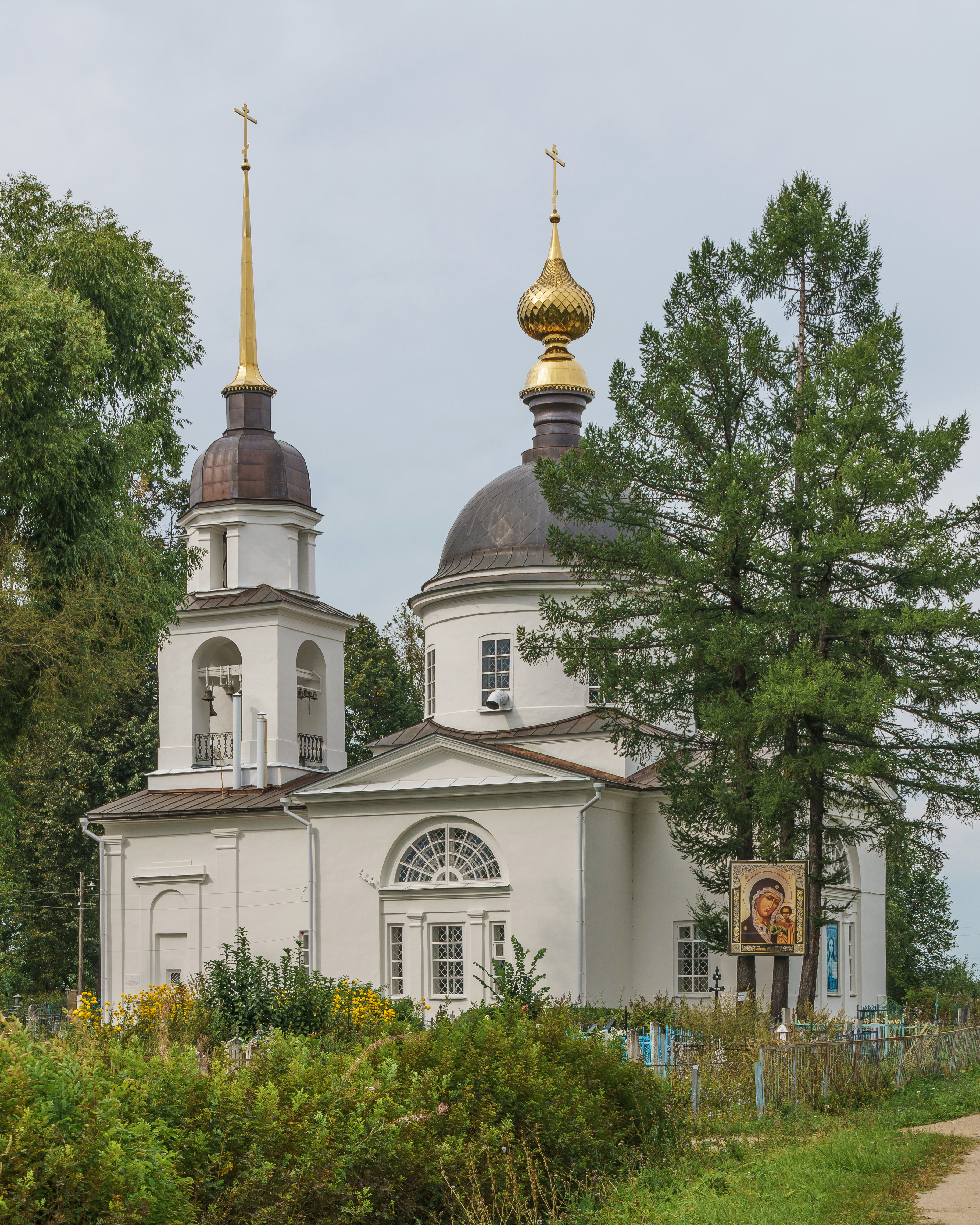
Церковь Сергия Радонежского в Старой Вичуге
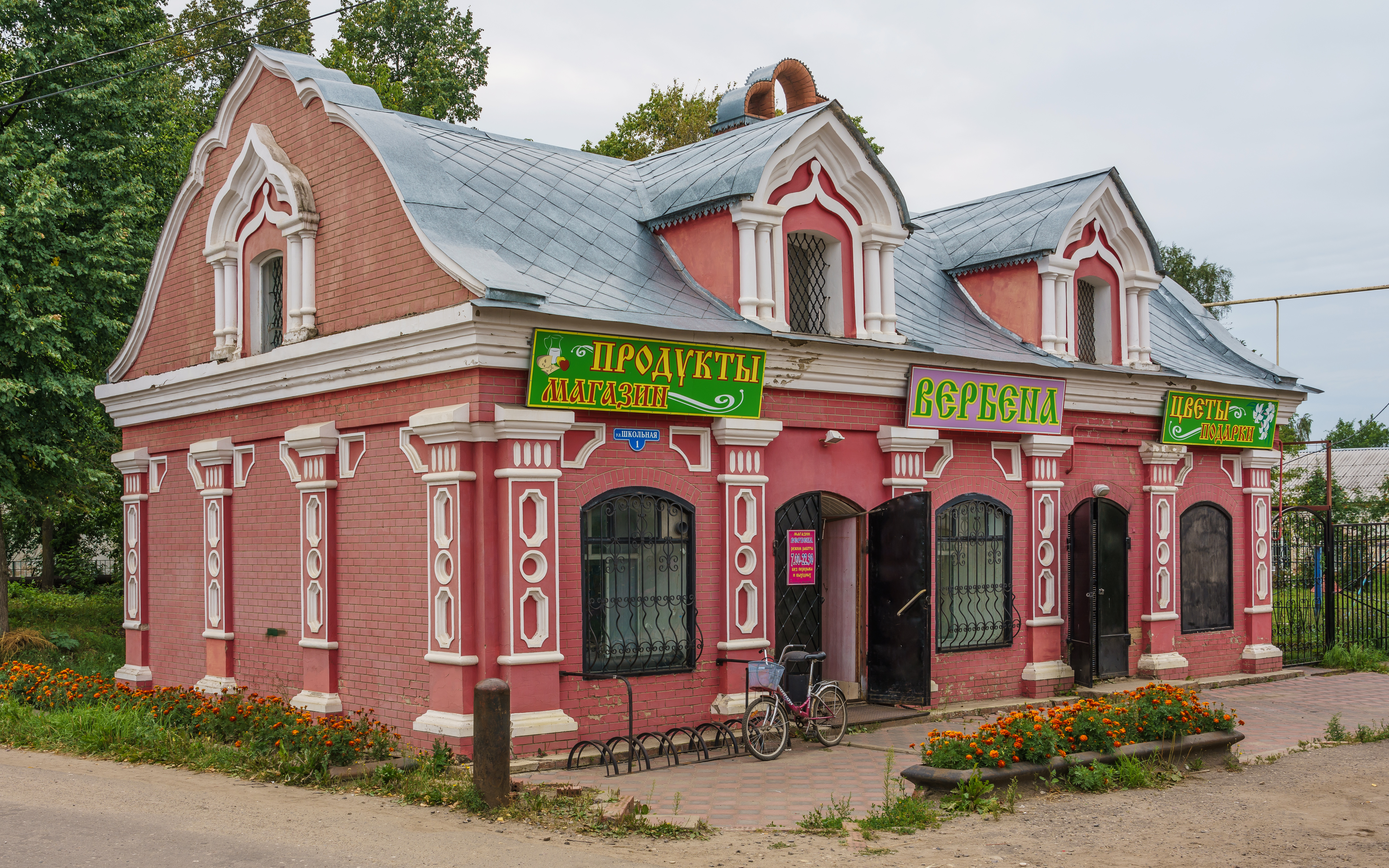
Здание, улица Школьная, дом 1